# Filmografia di David Wark Griffith
Di seguito sono elencati i film diretti, interpretati, sceneggiati e prodotti da David Wark Griffith. Secondo l'Internet Movie Database, Griffith diresse 520 film tra il 1908 e il 1931.
1908 - 1909 - 1910 - 1911 - 1912 - 1913 - 1914 - 1915 - 1916 - 1918 - 1919 - Anni venti - Anni trenta - Attore - Sceneggiatore - Supervisione

## Regista

### 1908
- Le avventure di Dollie (The Adventures of Dollie), co-regia di Billy Bitzer (non accreditato) – cortometraggio (1908)
- The Fight for Freedom, co-regia di Wallace McCutcheon Jr. – cortometraggio (1908)[1]
- The Tavern Keeper's Daughter – cortometraggio (1908)
- The Black Viper, co-regia di Wallace McCutcheon Jr. – cortometraggio (1908)
- The Red Man and the Child – cortometraggio (1908)[1]
- Deceived Slumming Party – cortometraggio (1908)
- The Bandit's Waterloo – cortometraggio (1908)
- A Calamitous Elopement – cortometraggio (1908)
- The Greaser's Gauntlet – cortometraggio (1908)
- The Man and the Woman – cortometraggio (1908)
- The Fatal Hour – cortometraggio (1908)[1]
- For Love of Gold – cortometraggio (1908)[1]
- Balked at the Altar – cortometraggio (1908)
- For a Wife's Honor – cortometraggio (1908)[1]
- Betrayed by a Handprint – cortometraggio (1908)
- Monday Morning in a Coney Island Police Court, co-regia Wallace McCutcheon – cortometraggio (1908)
- The Girl and the Outlaw – cortometraggio (1908)[1]
- Behind the Scenes – cortometraggio (1908)[1]
- The Red Girl – cortometraggio (1908)[1]
- The Heart of O'Yama – cortometraggio (1908)[1]
- Where the Breakers Roar – cortometraggio (1908)
- A Smoked Husband – cortometraggio (1908)[1]
- The Stolen Jewels – cortometraggio (1908)[1]
- The Devil – cortometraggio (1908)
- The Zulu's Heart – cortometraggio (1908)
- Father Gets in the Game – cortometraggio (1908)
- Ingomar, the Barbarian – cortometraggio (1908)[1]
- The Vaquero's Vow – cortometraggio (1908)[1]
- The Planter's Wife – cortometraggio (1908)[1]
- Romance of a Jewess – cortometraggio (1908)
- The Call of the Wild – cortometraggio (1908)
- Concealing a Burglar – cortometraggio (1908)[1]
- After Many Years – cortometraggio (1908)
- The Pirate's Gold – cortometraggio (1908)[1]
- The Taming of the Shrew – cortometraggio (1908)
- The Guerrilla – cortometraggio (1908)[1]
- The Song of the Shirt – cortometraggio (1908)
- The Ingrate – cortometraggio (1908)[1]
- A Woman's Way – cortometraggio (1908)
- The Clubman and the Tramp – cortometraggio (1908)[1]
- Money Mad – cortometraggio (1908)
- The Valet's Wife – cortometraggio (1908)
- The Feud and the Turkey – cortometraggio (1908)[1]
- The Reckoning – cortometraggio (1908)[1]
- The Test of Friendship – cortometraggio (1908)[1]
- An Awful Moment – cortometraggio (1908)
- The Christmas Burglars – cortometraggio (1908)[1]
- Mr. Jones at the Ball – cortometraggio (1908)
- The Helping Hand – cortometraggio (1908)[1]

### 1909
- One Touch of Nature – cortometraggio (1909)[1]
- The Maniac Cook – cortometraggio (1909)[1]
- Mrs. Jones Entertains – cortometraggio (1909)[1]
- The Honor of Thieves – cortometraggio (1909)[1]
- Love Finds a Way – cortometraggio (1909)[1]
- The Sacrifice – cortometraggio (1909)[1]
- A Rural Elopement – cortometraggio (1909)[1]
- Those Boys! – cortometraggio (1909)[1]
- The Criminal Hypnotist – cortometraggio (1909)[1]
- The Fascinating Mrs. Francis – cortometraggio (1909)[1]
- Mr. Jones Has a Card Party – cortometraggio (1909)
- Those Awful Hats – cortometraggio (1909)
- The Welcome Burglar – cortometraggio (1909)[1]
- The Cord of Life – cortometraggio (1909)
- The Girls and Daddy – cortometraggio (1909)
- The Brahma Diamond – cortometraggio (1909)[1]
- Edgar Allen Poe – cortometraggio (1909)
- A Wreath in Time – cortometraggio (1909)
- Tragic Love – cortometraggio (1909)[1]
- The Curtain Pole – cortometraggio (1909)
- His Ward's Love – cortometraggio (1909)[1]
- The Joneses Have Amateur Theatricals – cortometraggio (1909)
- The Hindoo Dagger – cortometraggio (1909)[1]
- The Politician's Love Story – cortometraggio (1909)
- The Golden Louis – cortometraggio (1909)
- At the Altar – cortometraggio (1909)
- The Prussian Spy – cortometraggio (1909)
- His Wife's Mother – cortometraggio (1909)
- A Fool's Revenge – cortometraggio (1909)
- The Wooden Leg – cortometraggio (1909)
- The Roue's Heart – cortometraggio (1909)
- The Salvation Army Lass – cortometraggio (1909)
- The Lure of the Gown – cortometraggio (1909)
- I Did It – cortometraggio (1909)
- The Voice of the Violin – cortometraggio (1909)
- The Deception – cortometraggio (1909)
- And a Little Child Shall Lead Them – cortometraggio (1909)
- A Burglar's Mistake – cortometraggio (1909)
- The Medicine Bottle – cortometraggio (1909)
- Jones and His New Neighbors – cortometraggio (1909)
- A Drunkard's Reformation – cortometraggio (1909)
- Trying to Get Arrested – cortometraggio (1909)
- The Road to the Heart – cortometraggio (1909)
- Schneider's Anti-Noise Crusade – cortometraggio (1909)
- A Rude Hostess – cortometraggio (1909)
- The Winning Coat – cortometraggio (1909)
- A Sound Sleeper – cortometraggio (1909)
- Confidence – cortometraggio (1909)
- Lady Helen's Escapade – cortometraggio (1909)
- A Troublesome Satchel – cortometraggio (1909)
- The Drive for a Life – cortometraggio (1909)
- Twin Brothers – cortometraggio (1909)
- Lucky Jim – cortometraggio (1909)
- Tis an Ill Wind That Blows No Good – cortometraggio (1909)
- The Suicide Club – cortometraggio (1909)
- The Eavesdropper – cortometraggio (1909)
- The Note in the Shoe – cortometraggio (1909)
- One Busy Hour – cortometraggio (1909)
- The French Duel – cortometraggio (1909)
- Jones and the Lady Book Agent – cortometraggio (1909)
- A Baby's Shoe – cortometraggio (1909)
- The Jilt – cortometraggio (1909)
- Resurrection – cortometraggio (1909)
- Two Memories – cortometraggio (1909)
- Eloping with Auntie – cortometraggio (1909)
- The Cricket on the Hearth – cortometraggio (1909)
- What Drink Did – cortometraggio (1909)
- His Duty – cortometraggio (1909)
- Eradicating Aunty – cortometraggio (1909)
- The Violin Maker of Cremona – cortometraggio (1909)
- The Lonely Villa – cortometraggio (1909)
- A New Trick – cortometraggio (1909)
- The Son's Return – cortometraggio (1909)
- The Faded Lilies – cortometraggio (1909)
- Her First Biscuits – cortometraggio (1909)
- Was Justice Served? – cortometraggio (1909)
- The Peachbasket Hat – cortometraggio (1909)
- The Mexican Sweethearts – cortometraggio (1909)
- The Way of Man – cortometraggio (1909)
- The Necklace – cortometraggio (1909)
- The Message – cortometraggio (1909)
- Il medico di campagna (The Country Doctor) – cortometraggio (1909)
- The Cardinal's Conspiracy – cortometraggio (1909)
- The Friend of the Family – cortometraggio (1909)
- Tender Hearts – cortometraggio (1909)
- The Renunciation – cortometraggio (1909)
- Sweet and Twenty – cortometraggio (1909)
- Jealousy and the Man – cortometraggio (1909)
- A Convict's Sacrifice – cortometraggio (1909)
- The Slave – cortometraggio (1909)
- A Strange Meeting – cortometraggio (1909)
- The Mended Lute – cortometraggio (1909)
- They Would Elope – cortometraggio (1909)
- Mr. Jones' Burglar – cortometraggio (1909)
- The Better Way – cortometraggio (1909)
- With Her Card – cortometraggio (1909)
- Mrs. Jones' Lover or I Want My Hat – cortometraggio (1909)
- His Wife's Visitor – cortometraggio (1909)
- The Indian Runner's Romance – cortometraggio (1909)
- The Seventh Day – cortometraggio (1909)
- Oh, Uncle! – cortometraggio (1909)
- The Mills of the Gods – cortometraggio (1909)
- Pranks – cortometraggio (1909)
- La stanza del mistero (The Sealed Room) – cortometraggio (1909)
- The Little Darling – cortometraggio (1909)
- The Hessian Renegades – cortometraggio (1909)
- Comata, the Sioux – cortometraggio (1909)
- The Children's Friend – cortometraggio (1909)
- Getting Even – cortometraggio (1909)
- The Broken Locket – cortometraggio (1909)
- In Old Kentucky – cortometraggio (1909)
- A Fair Exchange – cortometraggio (1909)
- Leather Stocking (1909)
- Wanted, a Child – cortometraggio (1909)
- The Awakening – cortometraggio (1909)
- Pippa Passes or Pippa Passes; or, The Song of Conscience – cortometraggio (1909)
- Fools of Fate – cortometraggio (1909)
- The Little Teacher – cortometraggio (1909)
- A Change of Heart – cortometraggio (1909)
- His Lost Love – cortometraggio (1909)
- The Expiation – cortometraggio (1909)
- In the Watches of the Night – cortometraggio (1909)
- Lines of White on a Sullen Sea – cortometraggio (1909)
- What's Your Hurry? – cortometraggio (1909)
- The Gibson Goddess – cortometraggio (1909)
- Nursing a Viper – cortometraggio (1909)
- The Light That Came – cortometraggio (1909)
- The Restoration – cortometraggio (1909)
- Two Women and a Man – cortometraggio (1909)
- A Sweet Revenge – cortometraggio (1909)
- A Midnight Adventure – cortometraggio (1909)
- The Open Gate – cortometraggio (1909)
- The Mountaineer's Honor – cortometraggio (1909)
- The Trick That Failed – cortometraggio (1909)
- In the Window Recess – cortometraggio (1909)
- The Death Disc: A Story of the Cromwellian Period – cortometraggio (1909)
- Through the Breakers – cortometraggio (1909)
- Uno sguardo ai pellerossa (The Red Man's View) – cortometraggio (1909)
- L'accaparramento del frumento (A Corner in Wheat) – cortometraggio (1909)
- The Test – cortometraggio (1909)
- In a Hempen Bag – cortometraggio (1909)
- A Trap for Santa Claus – cortometraggio (1909)
- In Little Italy – cortometraggio (1909)
- To Save Her Soul – cortometraggio (1909)
- The Day After, co-regia Frank Powell – cortometraggio (1909)
- Choosing a Husband – cortometraggio (1909)
- The Heart of an Outlaw – cortometraggio (1909)
- Mamma – cortometraggio (1909)

### 1910
- The Rocky Road – cortometraggio (1910)
- The Dancing Girl of Butte – cortometraggio (1910)
- Her Terrible Ordeal – cortometraggio (1910)
- On the Reef – cortometraggio (1910)
- The Call – cortometraggio (1910)
- The Honor of His Family – cortometraggio (1910)
- The Last Deal – cortometraggio (1910)
- The Cloister's Touch – cortometraggio (1910)
- The Woman from Mellon's – cortometraggio (1910)
- The Course of True Love – cortometraggio (1910)
- The Duke's Plan – cortometraggio (1910)
- One Night, and Then -- – cortometraggio (1910)
- The Englishman and the Girl – cortometraggio (1910)
- His Last Burglary – cortometraggio (1910)
- Taming a Husband – cortometraggio (1910)
- The Final Settlement – cortometraggio (1910)
- The Newlyweds – cortometraggio (1910)
- The Thread of Destiny – cortometraggio (1910)
- In Old California – cortometraggio (1910)
- The Man – cortometraggio (1910)
- The Converts – cortometraggio (1910)
- Faithful – cortometraggio (1910)
- The Twisted Trail – cortometraggio (1910)
- Gold Is Not All – cortometraggio (1910)
- His Last Dollar – cortometraggio (1910)
- The Two Brothers – cortometraggio (1910)
- As It Is in Life – cortometraggio (1910)
- A Rich Revenge – cortometraggio (1910)
- A Romance of the Western Hills – cortometraggio (1910)
- Thou Shalt Not – cortometraggio (1910)
- The Way of the World – cortometraggio (1910)
- The Gold Seekers – cortometraggio (1910)
- Il mare immutabile (The Unchanging Sea) – cortometraggio (1910)
- Love Among the Roses – cortometraggio (1910)
- Over Silent Paths – cortometraggio (1910)
- Ramona – cortometraggio (1910)
- Bill Sharkey's Last Game – cortometraggio (1910)
- The Impalement – cortometraggio (1910)
- In the Season of Buds – cortometraggio (1910)
- The Purgation – cortometraggio (1910)
- A Child of the Ghetto – cortometraggio (1910)
- A Victim of Jealousy – cortometraggio (1910)
- Alla frontiera degli Stati Uniti (In the Border States) – cortometraggio (1910)
- The Face at the Window – cortometraggio (1910)
- The Marked Time-Table – cortometraggio (1910)
- A Child's Impulse – cortometraggio (1910)
- Muggsy's First Sweetheart – cortometraggio (1910)
- A Midnight Cupid – cortometraggio (1910)
- What the Daisy Said – cortometraggio (1910)
- A Child's Faith – cortometraggio (1910)
- A Flash of Light – cortometraggio (1910)
- Serious Sixteen – cortometraggio (1910)
- As the Bells Rang Out! – cortometraggio (1910)
- The Call to Arms – cortometraggio (1910)
- Unexpected Help – cortometraggio (1910)
- Una fanciulla pastorale (An Arcadian Maid) – cortometraggio (1910)
- Her Father's Pride – cortometraggio (1910)
- The House with Closed Shutters – cortometraggio (1910)
- A Salutary Lesson – cortometraggio (1910)
- The Usurer – cortometraggio (1910)
- The Sorrows of the Unfaithful – cortometraggio (1910)
- Wilful Peggy – cortometraggio (1910)
- The Modern Prodigal – cortometraggio (1910)
- A Summer Idyll – cortometraggio (1910)
- Little Angels of Luck – cortometraggio (1910)
- A Mohawk's Way – cortometraggio (1910)
- In Life's Cycle – cortometraggio (1910)
- The Oath and the Man – cortometraggio (1910)
- Rose O'Salem Town – cortometraggio (1910)
- Examination Day at School – cortometraggio (1910)
- The Iconoclast – cortometraggio (1910)
- That Chink at Golden Gulch – cortometraggio (1910)
- The Broken Doll – cortometraggio (1910)
- The Banker's Daughters – cortometraggio (1910)
- The Message of the Violin – cortometraggio (1910)
- Two Little Waifs – cortometraggio (1910)
- Waiter No. 5 – cortometraggio (1910)
- The Fugitive – cortometraggio (1910)
- Simple Charity – cortometraggio (1910)
- Sunshine Sue – cortometraggio (1910)
- The Song of the Wildwood Flute – cortometraggio (1910)
- A Plain Song – cortometraggio (1910)
- A Child's Stratagem – cortometraggio (1910)
- The Golden Supper – cortometraggio (1910)
- His Sister-In-Law – cortometraggio (1910)
- The Lesson – cortometraggio (1910)
- Winning Back His Love – cortometraggio (1910)

### 1911
- Flaming Arrows – cortometraggio (1911)
- The Two Paths – cortometraggio (1911)
- When a Man Loves – cortometraggio (1911)
- The Italian Barber – cortometraggio (1911)
- La sua fedeltà (His Trust) (1911)
- His Trust Fulfilled (1911)
- Fate's Turning (1911)
- The Poor Sick Men, co-regia di Frank Powell (1911)
- A Wreath of Orange Blossoms, co-regia di Frank Powell (1911)
- Three Sisters (1911)
- Heart Beats of Long Ago (1911)
- What Shall We Do with Our Old? (1911)
- Fisher Folks (1911)
- The Diamond Star (1911)
- His Daughter (1911)
- The Lily of the Tenements (1911)
- The Heart of a Savage (1911)
- A Decree of Destiny (1911)
- Conscience (1911)
- Was He a Coward? (1911)
- Teaching Dad to Like Her, co-regia di Frank Powell (1911)
- The Lonedale Operator (1911)
- The Spanish Gypsy (1911)
- The Broken Cross (1911)
- The Chief's Daughter (1911)
- Paradise Lost (1911)
- Madame Rex (1911)
- A Knight of the Road (1911)
- His Mother's Scarf (1911)
- How She Triumphed (1911)
- The Two Sides (1911)
- In the Days of '49 (1911)
- The New Dress (1911)
- The Crooked Road (1911)
- The White Rose of the Wilds (1911)
- A Romany Tragedy (1911)
- The Smile of a Child (1911)
- Enoch Arden: Part I (1911)
- Enoch Arden: Part II (1911)
- The Primal Call (1911)
- Her Sacrifice (1911)
- Fighting Blood (1911)
- The Thief and the Girl (1911)
- The Jealous Husband, co-regia di Henry Lehrman (1911)
- Bobby, the Coward (1911)
- The Indian Brothers (1911)
- A Country Cupid (1911)
- The Last Drop of Water (1911)
- Out from the Shadow (1911)
- The Ruling Passion (1911)
- The Sorrowful Example (1911)
- The Blind Princess and the Poet (1911)
- The Rose of Kentucky (1911)
- Swords and Hearts (1911)
- The Stuff Heroes Are Made Of, co-regia di Frank Powell (1911)
- The Old Confectioner's Mistake (1911)
- The Squaw's Love (1911)
- Dan the Dandy (1911)
- The Revenue Man and the Girl (1911)
- Her Awakening (1911)
- The Making of a Man (1911)
- Italian Blood (1911)
- The Unveiling (1911)
- The Adventures of Billy (1911)
- The Long Road (1911)
- Love in the Hills (1911)
- The Battle (1911)
- The Trail of Books (1911)
- Through Darkened Vales – cortometraggio (1911)
- Cuore d'avaro (The Miser's Heart) (1911)
- Sunshine Through the Dark (1911)
- A Woman Scorned (1911)
- The Failure (1911)
- Saved from Himself (1911)
- As in a Looking Glass (1911)
- A Terrible Discovery (1911)
- The Voice of the Child (1911)

### 1912
- The Baby and the Stork, co-regia di Frank Powell – cortometraggio (1912)
- A Tale of the Wilderness (1912)
- The Eternal Mother (1912)
- The Old Bookkeeper – cortometraggio (1912)
- Per suo figlio (For His Son) (1912)
- A Blot on the 'Scutcheon (1912)
- The Transformation of Mike (1912)
- A Sister's Love (1912)
- Billy's Stratagem (1912)
- La riparatrice di reti (The Mender of Nets) (1912)
- Under Burning Skies (1912)
- Raggio di sole (The Sunbeam) (1912)
- A Siren of Impulse (1912)
- A String of Pearls (1912)
- La ragazza e la sua fede (The Girl and Her Trust) (1912)
- Iola's Promise – cortometraggio (1912)
- The Root of Evil (1912)
- The Goddess of Sagebrush Gulch (1912)
- The Punishment (1912)
- Fate's Interception (1912)
- Natura di donna (The Female of the Species) (1912)
- Just Like a Woman (1912)
- One Is Business, the Other Crime (1912)
- The Lesser Evil (1912)
- The Old Actor (1912)
- A Lodging for the Night (1912)
- His Lesson (1912)
- When Kings Were the Law (1912)
- A Beast at Bay (1912)
- An Outcast Among Outcasts (1912)
- Home Folks (1912)
- A Temporary Truce (1912)
- Lena and the Geese (1912)
- The Spirit Awakened (1912)
- The School Teacher and the Waif (1912)
- Man's Lust for Gold (1912)
- An Indian Summer (1912)
- La genesi dell'uomo (Man's Genesis) (1912)
- Heaven Avenges (1912)
- The Sands of Dee (1912)
- Black Sheep, co-regia di Wilfred Lucas (1912)
- The Narrow Road (1912)
- A Child's Remorse (1912)
- The Inner Circle (1912)
- A Change of Spirit (1912)
- A Pueblo Romance (1912)
- A Pueblo Legend (1912)
- In the North Woods (1912)
- Il nemico sconosciuto (An Unseen Enemy) (1912)
- Blind Love (1912)
- Two Daughters of Eve (1912)
- Friends (1912)
- So Near, Yet So Far (1912)
- A Feud in the Kentucky Hills (1912)
- The Chief's Blanket (1912)
- In the Aisles of the Wild (1912)
- The One She Loved (1912)
- The Painted Lady (1912)
- I moschettieri di Pig Alley (The Musketeers of Pig Alley) (1912)
- Heredity (1912)
- Gold and Glitter co-regia Frank Powell (1912)
- My Baby, co-regia Frank Powell (1912)
- The Informer (1912)
- Brutality (1912)
- Il cappello di Parigi (The New York Hat) (1912)
- My Hero (1912)
- The Burglar's Dilemma (1912)
- The Massacre (1912)
- A Cry for Help (1912)
- The God Within – cortometraggio (1912)
- Grannie (1912)

### 1913
- Three Friends (1913)
- The Telephone Girl and the Lady (1913)
- An Adventure in the Autumn Woods (1913)
- The Tender Hearted Boy (1913)
- A Misappropriated Turkey (1913)
- Brothers (1913)
- Oil and Water (1913)
- Drink's Lure (1913)
- A Chance Deception (1913)
- Love in an Apartment Hotel (1913)
- Broken Ways (1913)
- A Girl's Stratagem (1913)
- The Unwelcome Guest (1913)
- Near to Earth (1913)
- Fate (1913)
- A Welcome Intruder (1913)
- The Sheriff's Baby (1913)
- The Hero of Little Italy (1913)
- The Perfidy of Mary (1913)
- The Little Tease (1913)
- A Misunderstood Boy (1913)
- The Left-Handed Man (1913)
- The Lady and the Mouse (1913)
- If We Only Knew (1913)
- The Wanderer (1913)
- The Stolen Loaf (1913)
- The House of Darkness (1913)
- The Yaqui Cur (1913)
- Just Gold (1913)
- His Mother's Son (1913)
- The Ranchero's Revenge (1913)
- A Timely Interception (1913)
- Death's Marathon (1913)
- Cuore di mamma (The Mothering Heart) (1913)
- Her Mother's Oath (1913)
- The Sorrowful Shore (1913)
- The Reformers; or, The Lost Art of Minding One's Business (1913)
- The Enemy's Baby (1913)
- The Mistake (1913)
- The Coming of Angelo (1913)
- Two Men of the Desert (1913)
- The Adopted Brother (1913)
- Madonna of the Storm (1913)
- La battaglia di Elderbush Gulch (The Battle at Elderbush Gulch) (1913)
- The Conscience of Hassan Bey, regia di Christy Cabanne (Griffith supervisore) (1913)

### 1914
- Waifs – cortometraggio (1914)
- Giuditta di Betulla (Judith of Bethulia) (1914)
- Donna che ama (The Battle of the Sexes) (1914)
- Brute Force – cortometraggio (1914)
- Amore di madre (Home, Sweet Home) (1914)
- The Escape (1914)
- Ragnatela (The Avenging Conscience: or 'Thou Shalt Not Kill') (1914)

### 1915
- Nascita di una nazione (Birth of a Nation) (1915)
- Spettri (Ghosts), di George Nichols e John Emerson (Griffith produttore) (1915)

### 1916
- A Day with Governor Whitman (1916)
- Intolerance (1916)

### 1918
- A Liberty Bond Appeal (1918)
- Cuori del mondo (Hearts of the World) (1918)
- Il grande amore (The Great Love) - perduto (1918)
- La grande cosa nella vita (1918) - perduto (1918)
- Lillian Gish in a Liberty Loan Appeal (1918)
- La fanciulla che cerca amore (The Greatest Thing in Life) - perduto (1918)

### 1919
- The World of Columbus (1919)
- Il romanzo della Valle Felice (A Romance of Happy Valley) (1919)
- Le vestali dell'amore (The Girl Who Stayed at Home) (1919)
- Giglio infranto (Broken Blossoms) (1919)
- Amore sulle labbra (True Heart Susie) (1919)
- The Fall of Babylon (1919)
- The Mother and the Law (1919)
- Per la figlia (Scarlet Days) (1919)
- Il grande problema (The Greatest Question) (1919)

### Anni venti
- L'idolo danzante (The Idol Dancer) (1920)
- Remodeling Her Husband (1920)
- Il fiore dell'isola (The Love Flower) (1920)
- Agonia sui ghiacci (Way Down East) (1920)
- Amore d'altri tempi (Dream Street) (1921)
- Le due orfanelle (Orphans of the Storm) (1921)
- Notte agitata (One Exciting Night) (1922)
- Mammy's Boy (1922)
- La rosa bianca (The White Rose) (1923)
- America (1924)
- Isn't Life Wonderful (1924)
- Zingaresca (Sally of the Sawdust) (1925)
- L'uragano (That Royle Girl) (1925)
- L'angoscia di Satana (The Sorrows of Satan) (1926)
- Topsy and Eva (1927)
- La legge dell'amore (Drums of Love) (1928)
- La battaglia dei sessi (The Battle of the Sexes) (1928)
- La canzone del cuore (Lady of the Pavements) (1929)

### Anni trenta
- Il cavaliere della libertà (1930)
- The Struggle (1931)

### Attore
- Professional Jealousy (1908)
- Rescued from an Eagle's Nest, regia di J. Searle Dawley (1908)
- Falsely Accused! (1908)
- Classmates, regia di Wallace McCutcheon (1908)
- Cupid's Pranks, regia di J. Searle Dawley (1908)
- The Princess in the Vase, regia di Wallace McCutcheon (1908)
- The Yellow Peril, regia di Wallace McCutcheon (1908)
- La sua prima avventura (Her First Adventure), regia di Wallace McCutcheon (1908)
- Caught by Wireless, regia di Wallace McCutcheon (1908)
- Old Isaacs, the Pawnbroker, regia di Wallace McCutcheon (1908)
- A Famous Escape, regia di Wallace McCutcheon (1908)
- King of the Cannibal Islands, regia di Wallace McCutcheon (1908)
- Hulda's Lovers, regia di Wallace McCutcheon (1908)
- The King's Messenger, regia di Wallace McCutcheon (1908)
- The Sculptor's Nightmare, regia di Wallace McCutcheon (1908)
- The Music Master, regia di Wallace McCutcheon (1908)
- When Knights Were Bold, regia di Wallace McCutcheon (1908)
- 'Ostler Joe, regia di Wallace McCutcheon (1908)
- The Invisible Fluid
- The Man in the Box
- At the French Ball
- At the Crossroads of Life, regia di Wallace McCutcheon Jr. (1908)
- The Kentuckian, regia di Wallace McCutcheon (1908)
- The Stage Rustler
- The Black Viper, regia di David W. Griffith, Wallace McCutcheon Jr. (1908)
- Deceived Slumming Party, regia di David W. Griffith (1908)
- A Calamitous Elopement, regia di D.W. Griffith (1908)
- The Fatal Hour, regia di David W. Griffith (1908)
- Balked at the Altar, regia di D.W. Griffith (1908)
- The Red Girl, regia di David W. Griffith (1908)
- The Heart of O Yama
- The Stolen Jewels, regia di D.W. Griffith (1908)
- The Devil, regia di D.W. Griffith (1908)
- Ingomar, the Barbarian, regia di D.W. Griffith (1908)
- When Knighthood Was in Flower, regia di Wallace McCutcheon (1908)
- The Girls and Daddy, regia di David W. Griffith (1909)
- The Politician's Love Story, regia di D.W. Griffith (1909)
- At the Altar, regia di David W. Griffith (1909)
- The Hessian Renegades, regia di David W. Griffith (1909)
- The Adventures of Billy, regia di D.W. Griffith (1911)
- A Close Call, regia di Mack Sennett (1912)
- Two Daughters of Eve, regia di David W. Griffith (1912)
- Enoch Arden, regia di William Christy Cabanne (1915)
- San Francisco, regia di W.S. Van Dyke II (1936)

### Sceneggiatore
- The Stolen Jewels, regia di D.W. Griffith (1908)
- The Music Master, regia di Wallace McCutcheon (1908)
- The Reckoning, regia di D.W. Griffith (1908)[1]
- The Test of Friendship, regia di D.W. Griffith (1908)
- An Awful Moment, regia di D.W. Griffith (1908)
- The Christmas Burglars, regia di D.W. Griffith (1908)
- Mr. Jones at the Ball, regia di D.W. Griffith (1908)
- The Roue's Heart, regia di D.W. Griffith (1909)
- Schneider's Anti-Noise Crusade, regia di David W. Griffith (1909)
- And a Little Child Shall Lead Them, regia di David W. Griffith (1909)
- The Winning Coat, regia di D.W. Griffith (1909)
- The Woman from Mellon's, regia di D.W. Griffith (1910)
- Amore di madre (Home, Sweet Home), regia di D.W. Griffith (1914)
- Il giglio e la rosa (The Lily and the Rose), regia di Paul Powell - soggetto e sceneggiatura (1915)
- The Lamb, regia di Christy Cabanne - storia (1915)
- The Wood Nymph, regia di Paul Powell - storia (1916)
- Daphne e i pirati (Daphne and the Pirate), regia di Christy Cabanne (1916)
- La fanciulla che cerca amore (The Greatest Thing in Life), regia di D.W. Griffith - sceneggiatura con Stanner E.V. Taylor (ambedue con il nome Captain Victor Marier) (1918)
- The Mother and the Law, regia di D.W. Griffith (1919)
- La rosa bianca (The White Rose), regia di D.W. Griffith - storia, con il nome Irene Sinclair (1923)

### Supervisione
- Influence of the Unknown, regia di Christy Cabanne (1913)
- Strongheart, regia di James Kirkwood (1914)
- Her Awakening, regia di Christy Cabanne (1914)
- The Odalisque, regia di Christy Cabanne (1914)
- Liberty Belles, regia di Del Henderson (1914)
- The Lamb, regia di Christy Cabanne (1915)
- The Penitentes, regia di Jack Conway (1915)
- Sotto l'unghia dei tiranni (Martyrs of the Alamo), regia di Christy Cabanne (1915)
- The Wood Nymph, regia di Paul Powell (1916)
- Pathways of Life, regia di Christy Cabanne (1916)
- Betty of Greystone, regia di Allan Dwan (1916)
- Io e il mio destino (Flirting with Fate), regia di Christy Cabanne (1916)
- L'eroico salvataggio del diretto di Atlantic (His Picture in the Papers), regia di John Emerson (1916)